# Aulonocara trematocephalum
Aulonocara trematocephalum е вид бодлоперка от семейство Цихлиди (Cichlidae).

## Разпространение
Видът е разпространен в Малави.

## Описание
На дължина достигат до 9 cm.